# أرزنق
أرزنق هي قرية في مقاطعة سراب، إيران. عدد سكان هذه القرية هو 1,407 في سنة 2006.